# Ixora steenisii
Ixora steenisii är en måreväxtart som beskrevs av Cornelis Eliza Bertus Bremekamp. Ixora steenisii ingår i släktet Ixora och familjen måreväxter. Inga underarter finns listade i Catalogue of Life.